# 表札

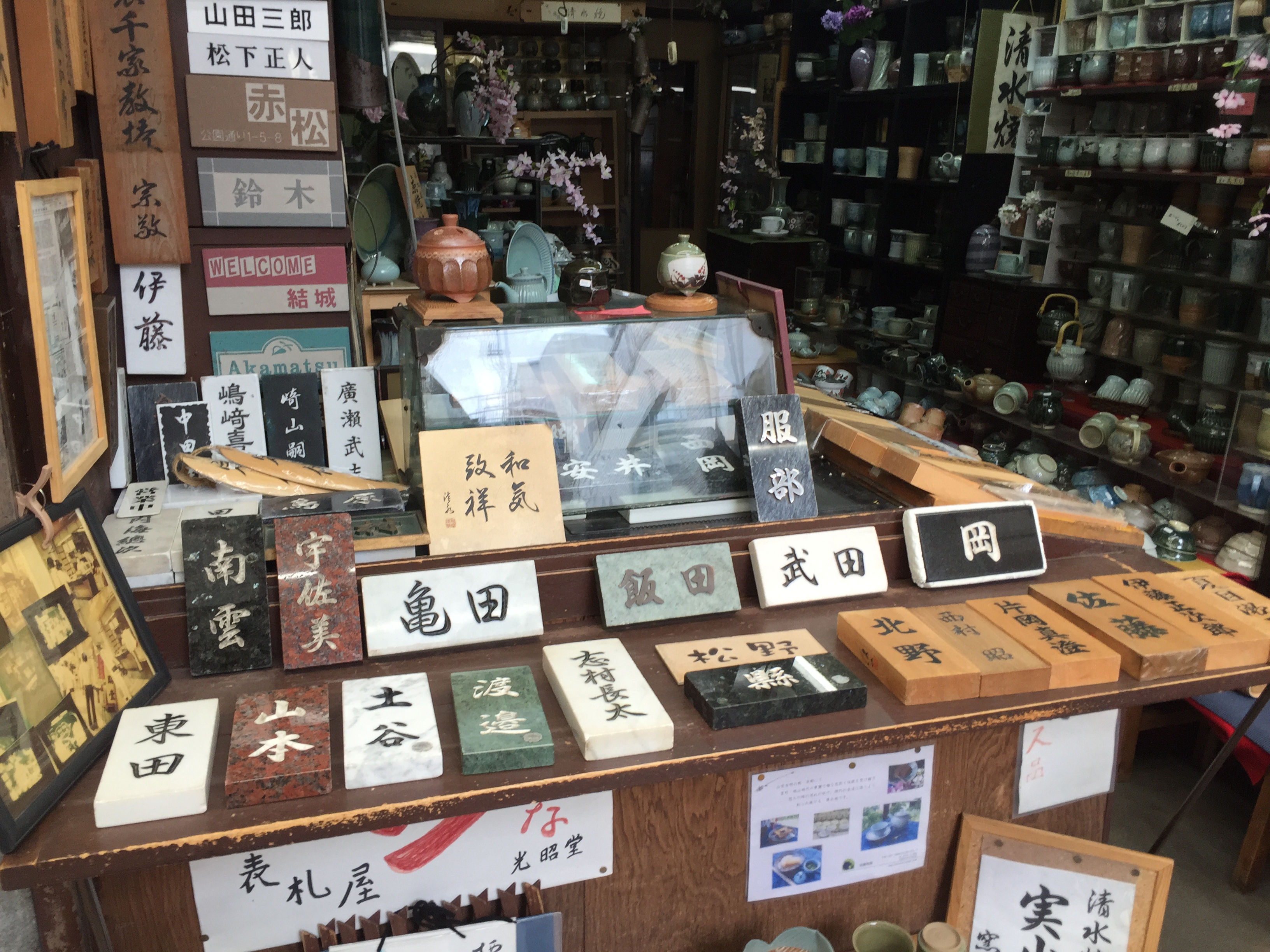
店舗に並ぶ見本。名字だけのものと、姓名両方のものがある。

表札（ひょうさつ、英語: Nameplate）は、居住者の姓や名を記して、門や玄関などに掲げて示す札。団体、施設、建物の名前などを記した同様のものを指す場合もある。

## 日本

### 歴史
日本では郵便配達の際の便宜などから居宅には表札が掲出されていることが多い。
日本で表札が一般的に使われ始めたのは明治初期に戸籍法の制定や郵便制度の導入が行われてからである。江戸時代まで多くの庶民は公的な苗字を持たず、遠くに転居することも少なかったため、武家屋敷にはみられたが一般的ではなかった。日本の郵便制度では郵便物は単に「住所」にではなく宛名の「個人」に対して配達する義務を負うものとして整備されたという指摘がある。
1892年6月、陶器製の標札が、新案特許を得て発売された。
本格的普及が進んだのは関東大震災以降とされ、家屋の倒壊で移転した後の住居において住人がわかるよう表札が利用された。
住宅地図メーカーのゼンリンなどでは、この表札や郵便ポストに記載された人名を、公開情報として記載している。
職業や資格を証明するための表札も存在する（日本赤十字社の特別社員、食品衛生責任者、アマチュア無線技士など）。

### 迷信
『日本のヘンな風習』では表札に関連したいくつかの迷信が記載されており、家の表札の横に猿のお面が飾られていることが、サルは木から落ちないために、受験のゲンを担いで行われることがある。また、受験祈願の行為の１つとして、「４件の家の表札を盗めば『試験』を制する」という駄洒落から4軒盗るで、しけんとおるが試験通るというように、「4軒の家の表札を盗むと試験に合格する」そして合格した暁にはお礼の品と手紙を共に玄関先に届ける、といった都市伝説がある。井伏鱒二などがさんざんやられており、あげくに紙の表札にしたと手記に残している。将棋棋士の石田和雄九段も受験シーズンに家の表札を取られたことがあり、この迷信でやられたのではないかとみている。

## 欧米

### 住所表記
欧米では住所は重要な個人情報でわざわざ掲げる必要はないと考えられており日本のような表札の文化はない。イギリスやアメリカでは住所表記はアベニュー（通り名）ごとの番地を利用している。

### イギリス
イギリスでは個人の居宅に表札を掲げることは一般的ではない。郵便配達人は指定された宛先に記載された「住所」に対して配達する義務を負っていると考えられており、住所が一致していれば過去に住んでいた住人宛の郵便物など実際の居住者とは無関係に届くことも多い。

## 材質

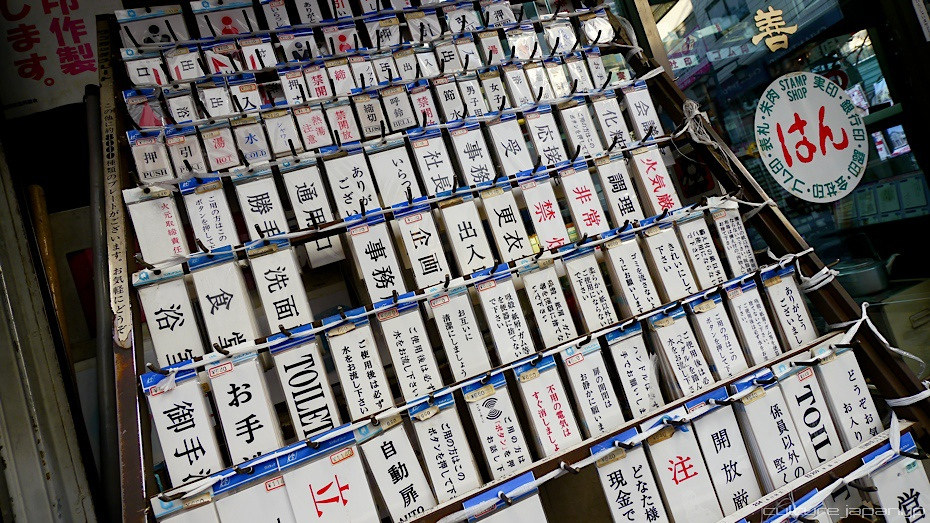
食堂、浴室などのアクリル製サインプレート

- 木製（ヒノキ、ケヤキ、イチイ）
- ステンレス
- ガラス製
- 陶製
- タイル
- 御影石
- 大理石
- 合成樹脂
- ロートアイアン
- アクリル